# Hardin Scott
Hardin Scott és un dels dos protagonistes de la sèrie literària i cinematogràfica After, creada per l'escriptora estatunidenca Anna Todd. Viu una història d'amor amb Tessa Young (Josephine Langford). És interpretat d'adult per Hero Fiennes Tiffin i d'infant per John Jackson Hunter.
El personatge va ser concebut a partir del cantant anglès Harry Styles, amb qui comparteix el gust per la moda i els tatuatges. Pel que fa a l'aparença física, té els ulls verds i sol dur una jaqueta de cuir. Mentre que en els llibres té els cabells arrissats, molts tatuatges i pírcings, les pel·lícules en prescindeixen, però li afegeixen un tatuatge d'un vaixell a l'esquena.
Nascut un 5 de setembre a Londres, en el transcurs de la saga passa per la vintena. D'origen britànic, es muda als Estats Units, on estudia filologia anglesa a la Universitat Estatal de Washington. És un lletraferit, sobretot amant de la poesia i la literatura amorosa. Al capdavall, a After. Amor infinit, escriu una novel·la sobre la seva relació amorosa amb Tessa Young i els alts i baixos que han tingut, amb l'objectiu de canalitzar-ho tot per a ajudar el públic que el llegeixi.
És fill biològic de Trish Daniels i Christian Vance, però fins ben entrada l'adultesa creu que el seu pare és Ken Scott, que durant la seva infantesa era alcohòlic i el va negligir, la qual cosa va deixar-li traumes. Té un germà biològic per part de pare, Smith Vance, menor que ell; i també un germà amb qui no està emparentat consanguíniament, Landon Gibson, que és el fill de la nova esposa del seu suposat pare, anomenada Karen Scott.
Pel que fa a la personalitat, primordialment sembla un noi despreocupat, festaire, femeller i rebel. Tot i que professa un gran amor per les seves parelles, és extremadament gelós arran de les seves inseguretats. Té molt mal caràcter, la qual cosa que es manifesta en la relació amorosa en forma de dominació i abús, sobretot en el pla psicològic, però recorre igualment a la violència física com a eina de resolució de conflictes. Per la seva història familiar, se sumen a tot això traços d'alcoholisme i tropells per una mala gestió de la ira, així com possiblement la condició de narcisisme. També té malsons constants en què rememora la violació de la seva mare, que va presenciar quan tenia set anys.
La caracterització del personatge de Hardin és l'estereotípica pel que fa als protagonistes masculins de les novel·les d'amor: és presentat com un individu agressiu, amb un control insatisfactori de les emocions, extremament obsessiu. De fet, és descrit com un «bad boy seductor». En aquest sentit, ha estat comparat amb Edward Cullen de Crepuscle, Christian Grey de Cinquanta ombres d'en Grey, Jughead Jones de Riverdale, Massimo de 365 dni, Chuck Bass de Gossip Girl i Hache d'A tres metres sobre el cel.